# Digonogastra nigripalpis
Digonogastra nigripalpis är en stekelart som först beskrevs av Gyöö Viktor Szépligeti 1901.  Digonogastra nigripalpis ingår i släktet Digonogastra och familjen bracksteklar. Inga underarter finns listade i Catalogue of Life.